# Läjbbájávrre
Läjbbájávrre, enligt tidigare ortografi Läipajaure, är en sjö i Jokkmokks kommun i Lappland och ingår i Luleälvens huvudavrinningsområde. Sjön har en area på 1,23 kvadratkilometer, ligger 506 meter över havet och avvattnas av ett namnlöst vattendrag som mynnar i Áhkájávrre.

## Delavrinningsområde
Läjbbájávrre ingår i det delavrinningsområde (752574-154754) som SMHI kallar för Utloppet av Läipajaure. Medelhöjden är 596 meter över havet och ytan är 7,73 kvadratkilometer. Det finns inga avrinningsområden uppströms utan avrinningsområdet är högsta punkten. Vattendraget som avvattnar avrinningsområdet har biflödesordning 2, vilket innebär att vattnet flödar genom totalt 2 vattendrag (Stora Luleälv, Luleälven) innan det når havet efter 380 kilometer. Avrinningsområdet består mestadels av skog (46 procent) och kalfjäll (38 procent). Avrinningsområdet har 1,23 kvadratkilometer vattenytor vilket ger det en sjöprocent på 16 procent.